# Мокроног
Мокроног (словен. Mokronog) је насељено место и седиште општини Мокроног-Требелно, регија Југоисточна Словенија, Словенија.

## Историја
До територијалне реорганизације у Словенији био је у саставу старе општине Требње.

## Становништво
У попису становништва из 2011. године, Мокроног је имао 637 становника.
| Број становника према пописима | Број становника према пописима | Број становника према пописима |
| ------------------------------ | ------------------------------ | ------------------------------ |
| 1991                           | 2002                           | 2011                           |
| 701                            | 700                            | 637                            |

## Галерија
- остаци старог града Мокронога
- Стрелов турн